# HD 84810
HD 84810, conosciuta anche come l Carinae, è una stella supergigante gialla classificata come variabile cefeide, la sua magnitudine apparente varia da +3,28 a +4,18 in un periodo di 35,56 giorni. Situata nella costellazione della Carena, dista 1510 anni luce dal sistema solare.

## Osservazione
Si tratta di una stella situata nell'emisfero celeste australe. La sua posizione è fortemente australe e ciò comporta che la stella sia osservabile prevalentemente dall'emisfero sud, dove si presenta circumpolare anche da gran parte delle regioni temperate; dall'emisfero nord la sua visibilità è invece limitata alle regioni temperate inferiori e alla fascia tropicale. Essendo di magnitudine 3,4, la si può osservare anche dai piccoli centri urbani senza difficoltà, sebbene un cielo non eccessivamente inquinato sia maggiormente indicato per la sua individuazione.
Il periodo migliore per la sua osservazione nel cielo serale ricade nei mesi compresi fra febbraio e giugno; nell'emisfero sud è visibile anche per buona parte dell'inverno, grazie alla declinazione australe della stella, mentre nell'emisfero nord può essere osservata limitatamente durante i mesi primaverili boreali.

## Caratteristiche fisiche
La stella è una supergigante gialla variabile cefeide, ha una massa 10 volte quella del Sole ed un raggio, variabile come in tutte le cefeidi, di circa 180 raggi solari. Il periodo di variabilità è di 35,56 giorni, dentro il quale la stella varia passando dalla magnitudine +3,28 alla +4,18.
La sua magnitudine assoluta è di -5,70 e la sua velocità radiale positiva indica che la stella si sta allontanando dal sistema solare.